# Bundellassen
Tot het Bundellassen behoort een groep van lasmethoden waarbij de voorwerpen die aaneengelast moeten worden, bestraald worden met een bundel deeltjes, zodanig dat het materiaal smelt en aaneen vloeit.
Er kunnen verschillende soorten bundels gebruikt worden:
- Bundels fotonen: laserlassen en (nu nog in experimentele fase:) röntgenlassen
- Bundels elektronen: elektronenbundellassen
- Theoretisch kunnen ook bundels van andere deeltjes worden gebruikt, zoals protonen of andere ionen. Ofschoon er in 1963 een patent is aangevraagd,[1] is een dergelijk lasapparaat voor zover bekend nooit daadwerkelijk gebouwd. Het beoogde doel van een dergelijk apparaat was een veel hogere (1800 maal) energiedichtheid dan bij elektronenbundellassen doordat protonen zwaarder zijn, en tevens het feit dat het niet noodzakelijk is om in vacuüm te lassen, omdat een bundel protonen minder snel verstrooid wordt.

Een belangrijke eigenschap van bundellassen is dat de bundel deeltjes nauwkeurig gericht kan worden en zeer diep door kan dringen in het materiaal, terwijl er toch een smalle las ontstaat. Daardoor worden thermische vervormingen beperkt en blijft de warmte-beïnvloede zone klein. Er wordt gelast met de keyhole-techniek.